# 萬庫尼山
16°39′17″S 68°47′35″W / 16.65472°S 68.79306°W
萬庫尼山（Wanq'uni），是玻利維亞的山峰，位於該國西部拉巴斯省的因加維省，處於科塔維爾基山東南面，屬於安第斯山脈的一部分，海拔高度4,599米。